# Lizabeth Scott
Lizabeth Virginia Scott, nascida Emma Matzo, (Scranton, 29 de setembro de 1922 — Los Angeles, 31 de janeiro de 2015) foi uma atriz estadunidense.

## Biografia
Lizabeth Scott nasceu Emma Matzo em 29 de setembro de 1922 em Scranton, Pensilvânia, a mais velha de seis filhos de Mary (Pennock) e John Matzo, emigrantes ucranianos. Com formação teatral, começou por tentar a sua carreira como modelo. Em 1942, ela foi escolhida para ser a atriz substituta de Tallulah Bankhead em Thornton Wilder’s The Skin of Our Teeth na Broadway. 

## Carreira
Scott por estrear no cinema com o drama Além da Morte (1945), de John Farrow. O papel lhe trouxe alguma popularidade, sendo de imediato convidada para contracenar com Barbara Stanwyck e Kirk Douglas em O Tempo Não Apaga (1946), de Lewis Milestone, e logo a seguir com Humphrey Bogart em Confissão (1947), dirigido por John Cromwell, por certo o seu papel mais conhecido.
Distinguiu-se ainda em dramas como Tormento de uma Glória (1949), de Jacques Tourneur, e A Cidade Tenebrosa (1950), de William Dieterle, e até na comédia Morrendo de Medo (1953), em que contracenava com Dean Martin e Jerry Lewis, sob a direção de George Marshall. Sem nunca ter alcançado o estatuto de estrela, foi se afastando de Hollywood ao longo da década de 1950, começando a trabalhar sobretudo em televisão. Abandonou a carreira em meados da década de 1960, tendo apenas surgido em 1972 no filme policial Diário de um Gângster, protagonizado por Michael Caine e dirigido por Mike Hodges.

## Morte
Scott morreu de insuficiência cardíaca aos 92 anos de idade em 31 de janeiro de 2015. Ela tem uma estrela na Calçada da Fama em Hollywood.

## Filmografia
| No. | Título, ano de lançamento                | Estúdio, produtor                             | Diretor, roteiro                      | Personagem                                | Coprotagonista  | Elenco                                                                   |
| --- | ---------------------------------------- | --------------------------------------------- | ------------------------------------- | ----------------------------------------- | --------------- | ------------------------------------------------------------------------ |
| 1   | You Came Along (1945)*                   | Paramount, Hal Wallis                         | John Farrow, Ayn Rand                 | Ivy "Hotcha" Hotchkiss                    | Robert Cummings | Don DeFore, Charles Drake, Helen Forrest, Kim Hunter                     |
| 2   | The Strange Love of Martha Ivers (1946)* | Hal Wallis Productions/ Paramount, Hal Wallis | Lewis Milestone, Robert Rossen        | Antonia "Toni" Marachek                   | Van Heflin      | Barbara Stanwyck, Kirk Douglas                                           |
| 3   | Dead Reckoning (1947)                    | Columbia, Sidney Biddell                      | John Cromwell, Steve Fisher           | Coral "Dusty" Chandler                    | Humphrey Bogart | Morris Carnovsky, William Prince, Marvin Miller                          |
| 4   | Desert Fury (1947)                       | Paramount, Hal Wallis                         | Lewis Allen, Robert Rossen            | Paula Haller                              | John Hodiak     | Burt Lancaster, Mary Astor, Wendell Corey, Kristine Miller               |
| 5   | Variety Girl (1947)                      | Paramount, Daniel Dare                        | George Marshall, Monte Brice          | Herself                                   | Burt Lancaster  | Mary Hatcher, Olga San Juan                                              |
| 6   | I Walk Alone (1948)                      | Paramount, Hal Wallis                         | Byron Haskin, Charles Schnee          | Kay Lawrence                              | Burt Lancaster  | Kirk Douglas, Kristine Miller, Wendell Corey                             |
| 7   | Pitfall (1948)*                          | United Artists, Samuel Bischoff               | André De Toth, Karl Kamb              | Mona Stevens                              | Dick Powell     | Jane Wyatt, Raymond Burr, Byron Barr, Ann Doran                          |
| 8   | Too Late for Tears (1949)*               | United Artists, Hunt Stromberg                | Byron Haskin, Roy Huggins             | Jane Palmer                               | Don DeFore      | Dan Duryea, Arthur Kennedy, Kristine Miller                              |
| 9   | Easy Living (1949)                       | RKO, Robert Sparks                            | Jacques Tourneur, Irwin Shaw          | Liza "Lize" Wilson                        | Victor Mature   | Lucille Ball, Sonny Tufts, Lloyd Nolan, Jack Paar                        |
| 10  | Paid in Full (1950)*                     | Paramount, Hal Wallis                         | William Dieterle, Robert Blees        | Jane Langley                              | Robert Cummings | Diana Lynn, Eve Arden, Ray Collins                                       |
| 11  | Dark City (1950)                         | Paramount, Hal Wallis                         | William Dieterle, John Meredyth Lucas | Fran Garland                              | Charlton Heston | Viveca Lindfors, Dean Jagger, Don DeFore, Jack Webb, Harry Morgan        |
| 12  | The Company She Keeps (1951)             | RKO, John Houseman                            | John Cromwell, Ketti Frings           | Joan Willburn                             | Dennis O'Keefe  | Jane Greer, Fay Baker, John Hoyt                                         |
| 13  | Two of a Kind (1951)                     | Columbia, William Dozier                      | Henry Levin, Lawrence Kimble          | Brandy Kirby                              | Edmund O'Brien  | Terry Moore, Alexander Knox, Griff Barnett                               |
| 14  | Red Mountain (1951)                      | Paramount, Hal Wallis                         | William Dieterle, George W. George    | Chris                                     | Alan Ladd       | Arthur Kennedy, John Ireland, Jeff Corey, Neville Brand                  |
| 15  | The Racket (1951)                        | RKO, Edmund Grainger                          | John Cromwell, William Wister Haines  | Irene Hayes                               | Robert Mitchum  | Robert Ryan, Ray Collins, William Talman, Joyce Mackenzie, Robert Conrad |
| 16  | Stolen Face (1952)                       | Hammer/Lippert, Anthony Hinds                 | Terence Fisher, Martin Berkeley       | Alice Brent/ Lily Conover (after surgery) | Paul Henreid    | André Morell, Mary Mackenzie                                             |
| 17  | Scared Stiff (1953)                      | Paramount, Hal Wallis                         | George Marshall, Herbert Baker        | Mary Carroll                              | Dean Martin     | Jerry Lewis, Carmen Miranda                                              |
| 18  | Bad for Each Other (1953)                | Columbia, William Fadiman                     | Irving Rapper, Irving Wallace         | Helen Curtis                              | Charlton Heston | Dianne Foster, Mildred Dunnock, Ray Collins                              |
| 19  | Silver Lode (1954)                       | RKO, Benedict Bogeaus                         | Allan Dwan, Karen DeWolf              | Rose Evans                                | John Payne      | Dan Duryea, Dolores Moran, Alan Hale, Jr., Stuart Whitman                |
| 20  | The Weapon (1957)                        | Periclean Productions, Irving H. Levin        | Val Guest, Fred Freiberger            | Elsa Jenner                               | Steve Cochran   | Jon Whiteley, Herbert Marshall George Cole                               |
| 21  | Loving You (1957)                        | Paramount, Hal Wallis                         | Hal Kanter, Herbert Baker             | Glenda Markle                             | Elvis Presley   | Wendell Corey, Dolores Hart                                              |
| 22  | Pulp (1972)                              | United Artists, Michael Klinger               | Mike Hodges (both)                    | Princess Betty Cippola                    | Michael Caine   | Mickey Rooney, Lionel Stander, Nadia Cassini                             |